# Otto Kalkar
Karl Otto Herman Tryde Kalkar, född den 4 juni 1837, död den 6 januari 1926, var en dansk präst och språkforskare, son till Christian Andreas Hermann Kalkar.
Kalkar var 1866–1884 seminarielärare och 1886–1898 kyrkoherde nära Roskilde. 1881 började han utgiva Ordbog til det ældre danske sprog (1300–1700), ett verk, som avslutades 1907 i fyra band. 1918 kom ett supplement.